# Basilika von Son Peretó

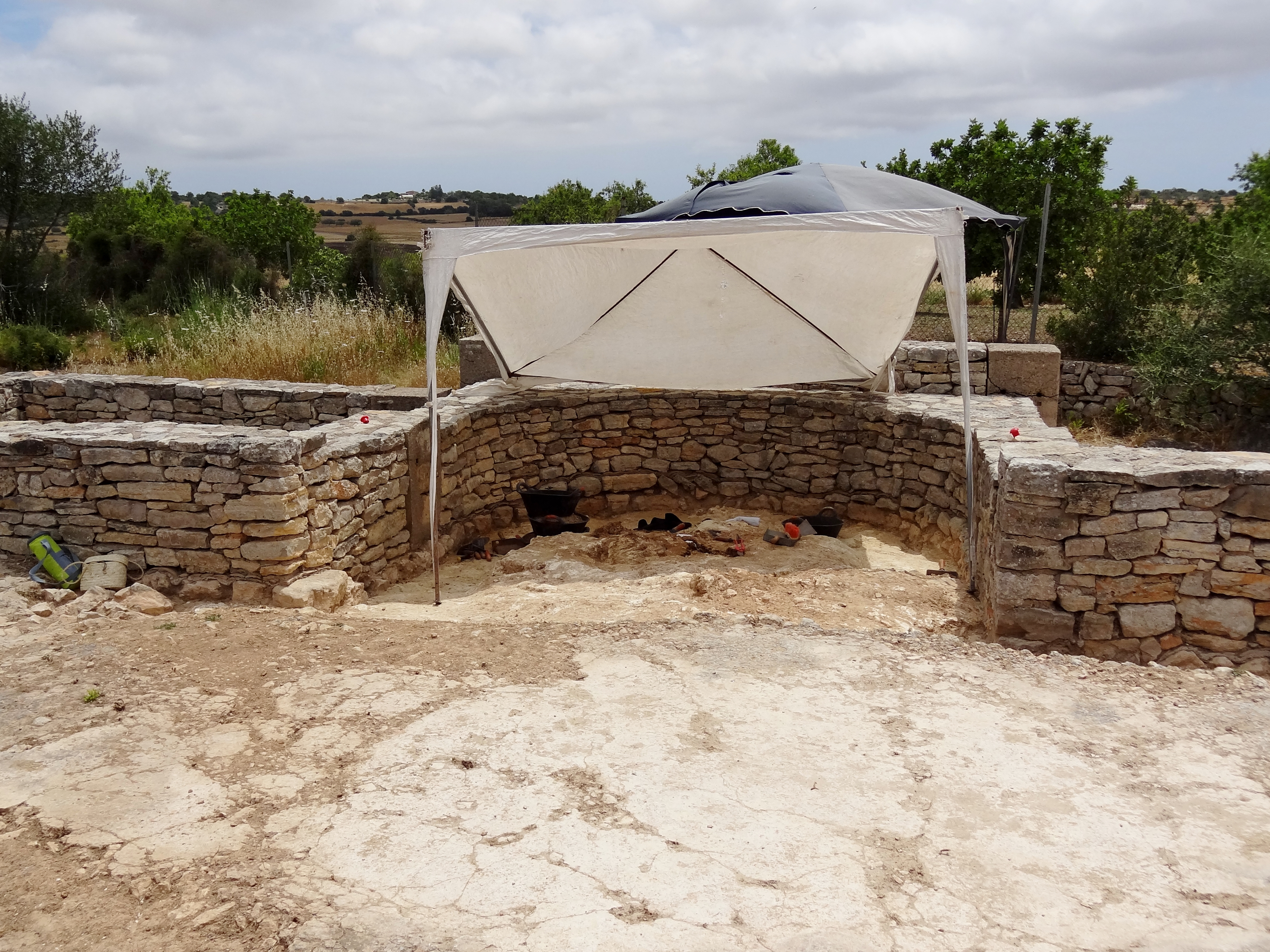
Ausgrabung an der ehemaligen Apsis der Basilika

Basilika von Son Peretó (katalanisch Basílica de Son Peretó) ist die Bezeichnung einer ehemaligen Kirche aus spätantik-frühmittelalterlicher Zeit zwischen Manacor und Sant Llorenç des Cardassar auf der spanischen Baleareninsel Mallorca. Die genaue Bauzeit der Basilika ist nicht bekannt, gegen Ende des 4. oder Anfang des 5. Jahrhunderts soll sie bereits als christliches Gotteshaus gedient haben. Vermutlich fiel sie im 7. oder 8. Jahrhundert einem Brand zum Opfer.

## Fundgeschichte
Im Jahr 1908 stieß ein Bauer bei Feldarbeiten auf dem Landgut Son Peretó fünf Kilometer nordöstlich der Stadt Manacor auf ein erstes Bodenmosaik der frühchristlichen Basilika. Ab 1912 begann der Pfarrer und Hobbyarchäologe Joan Aguiló i Pinya, der den Bereich nach der Entdeckung des Mosaiks käuflich erworben hatte, Ausgrabungen durchzuführen. Die Fundstücke und Mosaiken wurden zu einer Sammlung zusammengestellt, die die Gemeinde Manacor 1926 zur Einrichtung eines Archäologischen Museums erwarb. Sie befinden sich heute im Historischen Museum von Manacor. Die Ausgrabungsstätte von Son Peretó, auf der weiterhin Grabungen erfolgen, wurde 1931 unter der Nummer RI-51-0000413 als archäologisches Monument (Monument arqueològic) registriert.

## Lage
Die Ausgrabungsstätte der Basilika von Son Peretó liegt auf dem Gebiet des Polígon 5 (‚Flur 5‘) der Gemeinde Manacor, unmittelbar an der Grenze zum Gemeindegebiet von Sant Llorenç des Cardassar. Beim Bau der Landstraße zwischen Manacor und Sant Llorenç, der heutigen MA-15, wurde von der geradlinigen Trasse abgewichen und der Straßenverlauf in einem kleinen Bogen südöstlich um den Fundort der Basilika herumgeführt. Die Straße ist damit etwa 60 Meter von der südlichen Ecke des Ausgrabungsgeländes entfernt. Dieses befindet sich im östlichen Bereich des Landgutes Son Peretó. Daran angrenzend liegen im Nordosten das Landgut Son Trobat und im Osten, jenseits der Straße, das Landgut Son Nadal, beide schon zur Gemeinde Sant Llorenç des Cardassar gehörig.
Zum Fundort der Reste der Basilika von Son Peretó führt ein von der MA-15 am Kilometer 54,4 in Richtung Nordwesten abgehender Feldweg. Nach ungefähr 100 Metern erreicht man auf der rechten Seite ein Eingangstor mit einem davor angelegten Abstellplatz für Fahrzeuge. Die am Tage kostenlos zu besichtigende Ausgrabungsstätte ist durch einen sie umgebenden Maschendrahtzaun geschützt. Zeitweise werden weitere Grabungskampagnen durchgeführt, wie beispielsweise vom 27. Mai bis zum 22. Juni 2012 unter der Leitung von Miguel Ángel Cau von der Universität Barcelona, Magdalena Salas Burguera, der Leiterin des Historischen Museums von Manacor, und Mateu Riera Rullan von der Autonomen Universität Barcelona. Sie stehen im Zusammenhang mit der seit 2005 von der Gemeinde Manacor und dem Consell de Mallorca finanzierten Sicherung und Restaurierung der Ausgrabungsstätte und der Zugänglichmachung für Besucher.

## Beschreibung

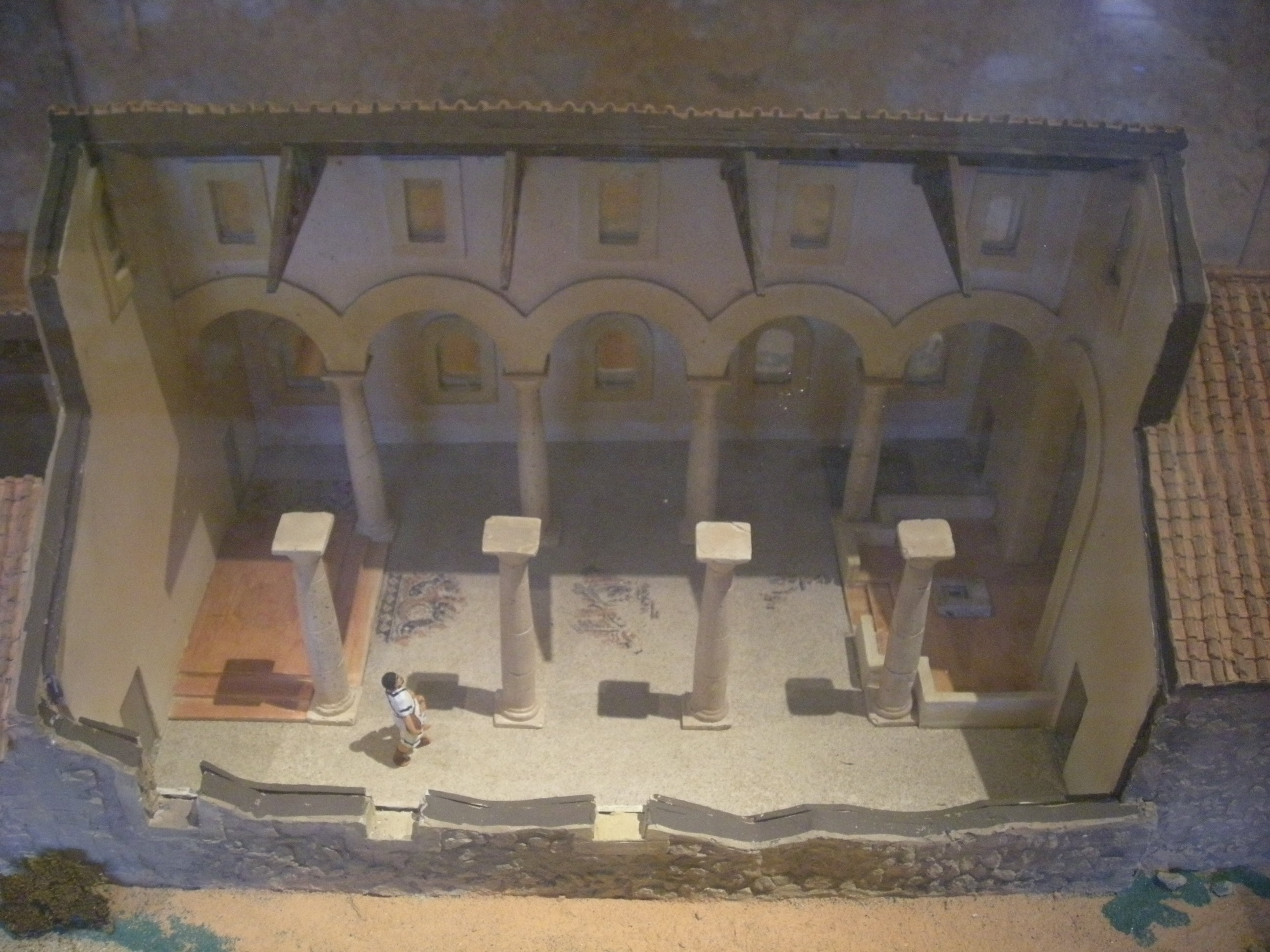
Modell der Kirchenschiffe

Die Grundfläche der ehemaligen Basilika ist etwa 21 Meter lang und 14 Meter breit. Es bestand eine annähernde Ost-West-Orientierung des Bauwerks, wobei die Hauptachse an der Seite des Chores beziehungsweise Sanktuariums mit dem Altar leicht nach Südost verschoben ist, damit die Kirche genau auf die Lage des 3000 Kilometer entfernten Jerusalem ausgerichtet, das heißt, auf das angenommene „Himmlische Jerusalem“ geostet war. Die Basilika hatte drei Kirchenschiffe. Zwei Säulenreihen trennten das Mittelschiff von den beiden Seitenschiffen. Das Dach bestand wahrscheinlich aus Tegulae auf Holzbalken. Auf dem gesamten Fußboden des Innenraums waren Mosaiken mit figurativen und geometrischen Motiven ausgelegt, meist aus weißen, roten und schwarzen Mosaiksteinen. Sie stammten aus der Mitte des 6. Jahrhunderts und verweisen gestaltungsmäßig auf nordafrikanische und palästinensische Einflüsse. Nach der Auffindung der Basilika nahm man die Bodenmosaiken Anfang des 20. Jahrhunderts heraus und verlegte sie auf Unterlagen aus Stahlbeton neu. Einige restaurierte Mosaiken sind im Historischen Museum von Manacor ausgestellt.

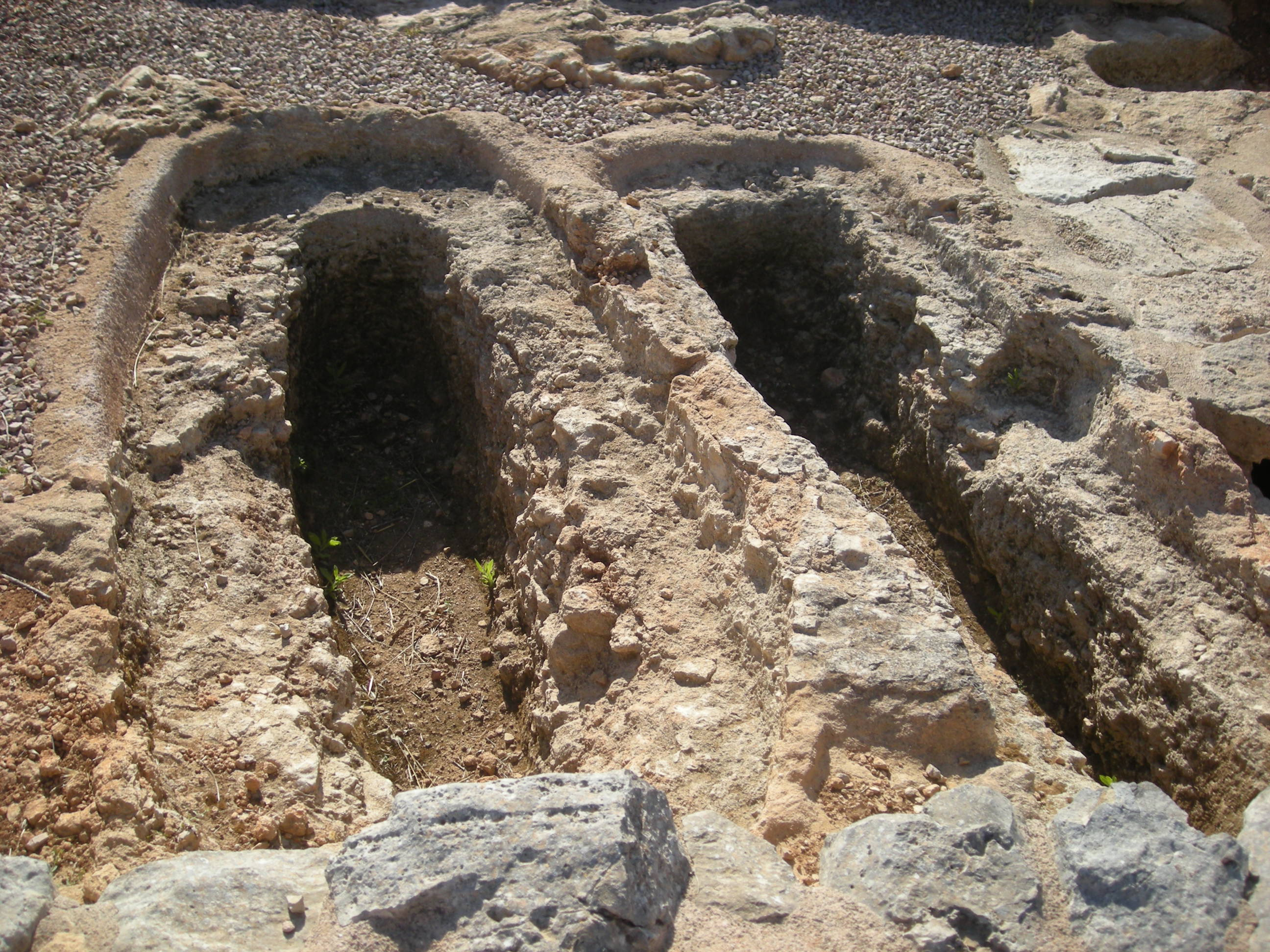
Grabstätten auf dem Gelände

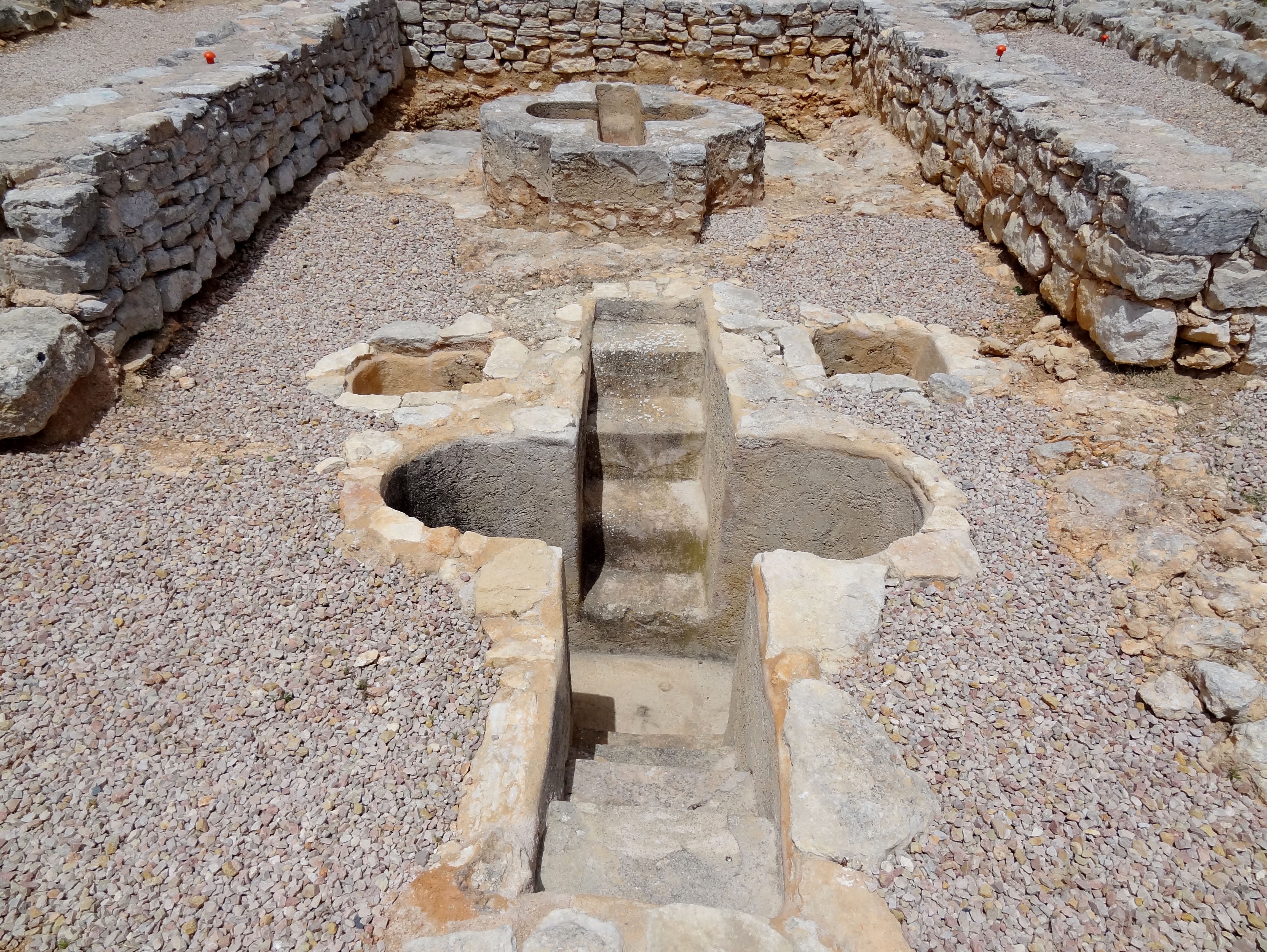
Baptisterium mit Taufbecken

Der Altar der Basilika stand im Sanktuarium in der Apsis an der Ostseite des Innenraums. Von ihm ist der Fundamentstein erhalten, der sich wie die Mosaiken im Historischen Museum in Manacor befindet. Wie im zentralen und westlichen Mittelmeerraum häufig vorkommend stand ein Tisch mit vier Beinen eingelassen in einer rechteckigen Basis aus Sandstein, in deren Mitte sich unter dem Tisch der Kasten mit den Reliquien befand. Im Westen schloss sich an die Basilika eine Taufkapelle, das Baptisterium, an. Hier befinden sich zwei kreuzförmige Taufbecken, ein kleineres im Westen und ein größeres im Osten. Das östliche besitzt auf zwei Seiten Stufen, die in eine Taufwanne hinunter führen und für den Ritus des Eintauchens des ganzen Körpers ins Wasser genutzt wurde. Bei der Untersuchung des Fußbodens fand man mehrere Grabstätten innerhalb des Baptisteriums, eine liturgische Seltenheit. Die zeitliche Einordnung der Anlage der Grabstätten war auf Grund eines fehlenden einheitlichen Bodenbelags nicht möglich.
Nach der 1967 erfolgten Wiederaufnahme der Ausgrabungen durch Pere de Palol i Salellas wurde die Basilika von Son Peretó einschließlich des Baptisteriums in den 1980er Jahren auf Basis der in dieser Zeit üblichen Kriterien restauriert. Dabei erhöhte man die Wände der Gebäude über die ursprünglich verbliebene Höhe, um die Gesamtstruktur erkennbarer zu gestalten. Die Trennungslinie zwischen erhaltenen Mauern und nachträglichen Ergänzungen ist durch eine knapp über dem Boden verlaufende Reihe von Ziegelsteinen markiert. Die Restaurierung erstreckte sich auch auf westlich und südlich an das Baptisterium anschließende Gebäudereste, die als Wohn-, Vorrats- und Begräbnisräume dienten. Seit dem Jahr 2005 erfolgten Restaurierungen, Ausgrabungen, Kartierungen und Fundkonservierungen durch das Historische Museum von Manacor und die Universität Barcelona. Dabei wurden 2011 im Sektor südlich des Baptisteriums mehrere Münzen und Schmuckanhänger entdeckt. Weiterhin fand man das Grab eines älteren, über 60 Jahre alten Mannes, möglicherweise eines Priesters oder Bischofs, sowie Glas- und Keramikreste.

Funde aus Son Peretó im Historischen Museum von Manacor
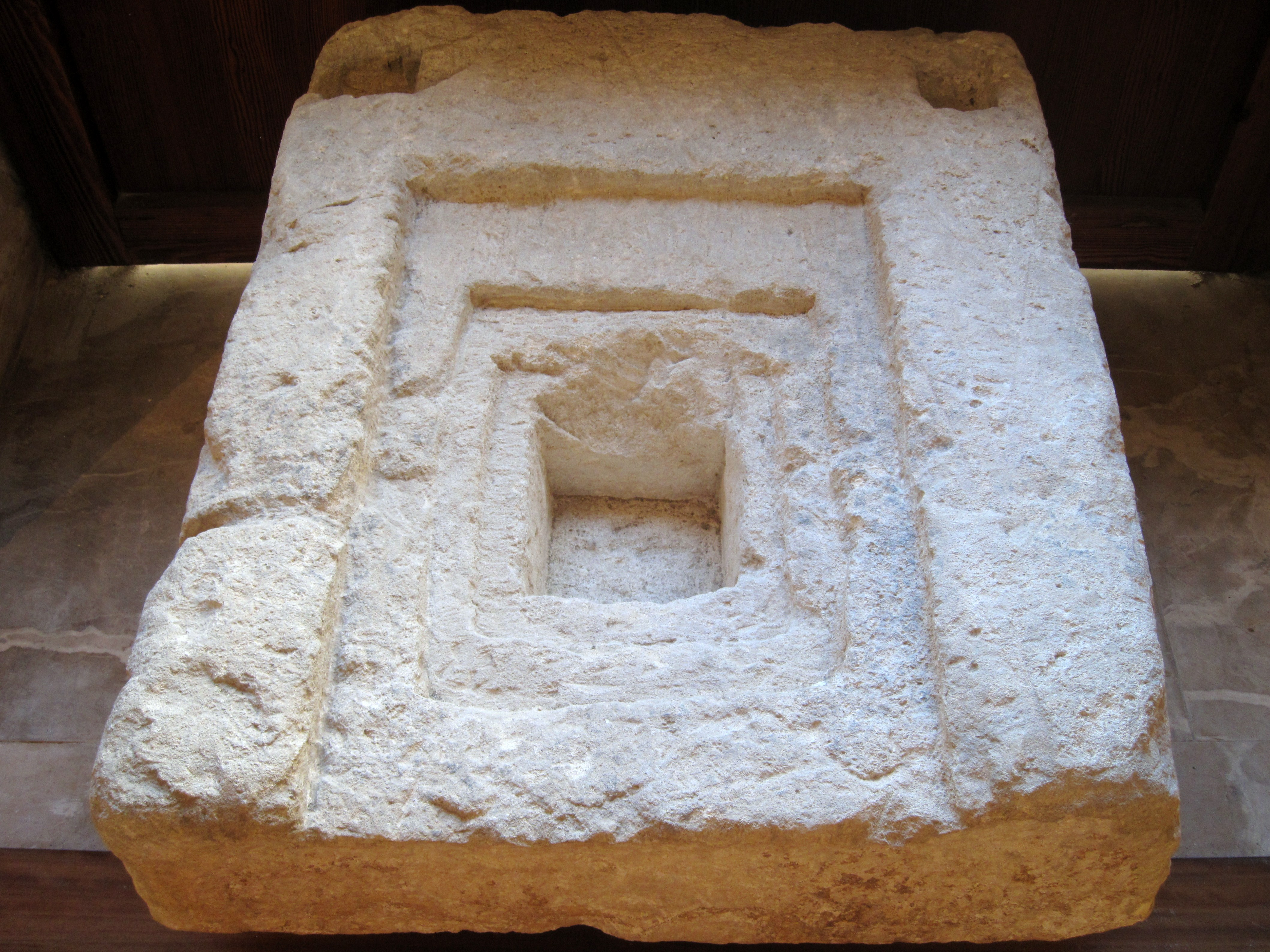
Fundamentstein des Altars der Basilika
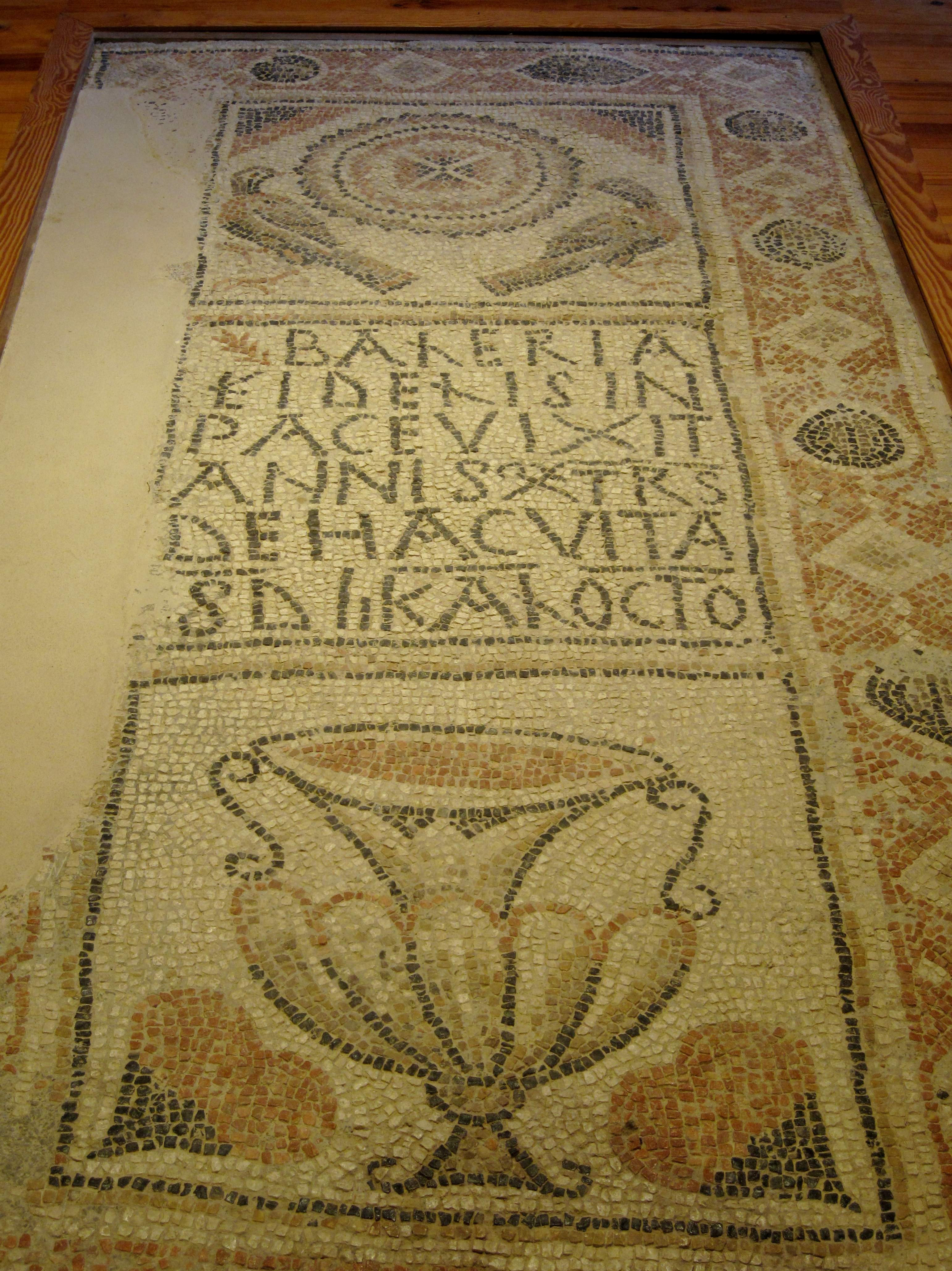
Bodenmosaik mit Grabschrift der Baleria
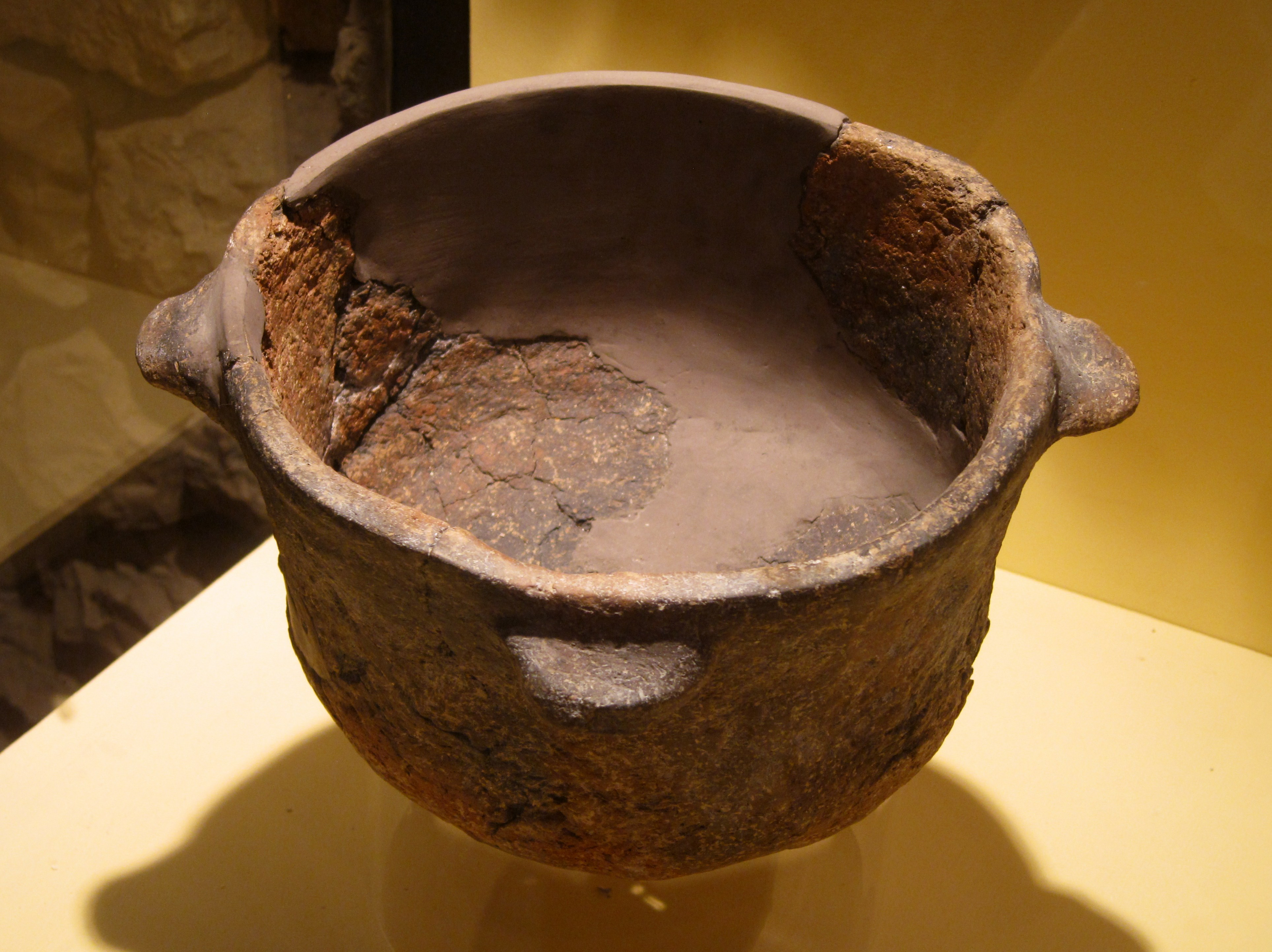
Keramiktopf aus dem 5. bis 10. Jahrhundert
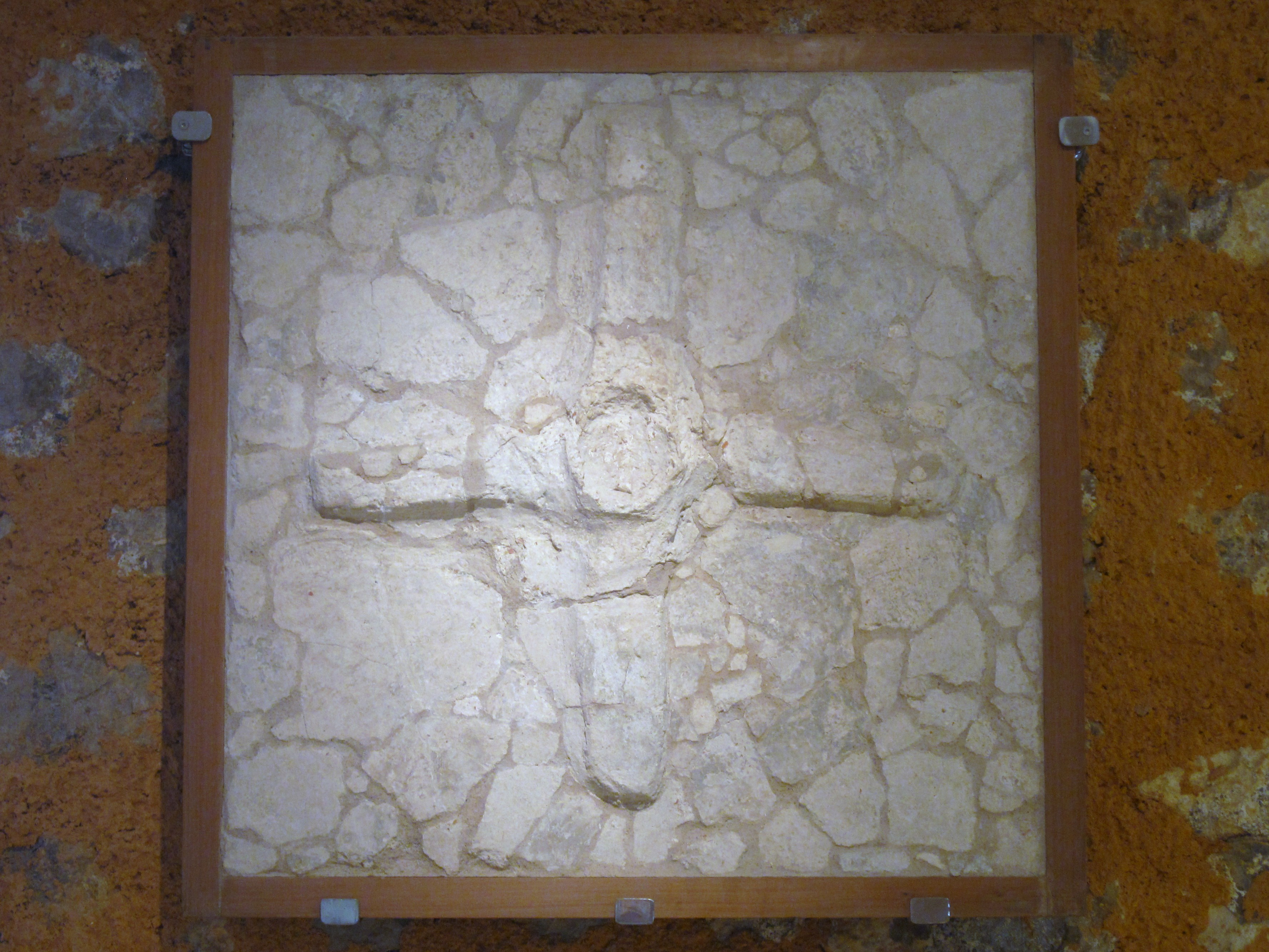
Grabstein mit byzantinischem Kreuz